# Título de ciudad
El título de ciudad o estatus de ciudad es una designación simbólica y legal [cita requerida] otorgada por un gobierno nacional o subnacional. Un municipio puede recibir el estatus de ciudad porque ya tiene las características de una ciudad o bien porque tiene un propósito especial.[cita requerida]
Históricamente, el título de ciudad era un privilegio (denominado privilegio de ciudad) otorgado por una patente real a determinados núcleos de población para situarlos jerárquicamente por encima de otros núcleos tales como villas, aldeas y lugares. Esta consideración también podía conllevar ventajas tales como la presencia de mercados y comercio externo. Los soberanos podían otorgar el estatus de ciudad independientemente de lo que hubiera antes en la localidad, como en el caso de Helsinki. Además, con el establecimiento de gobiernos federales, se pudo construir desde cero la nueva capital, como ocurrió con Brasilia, que no experimentó un crecimiento orgánico de pueblo a ciudad.
En la España de los Austrias, el ordenamiento estamental vigente, basado en el privilegio más que en la igualdad jurídica, favoreció la competición entre las distintas ciudades por su primacía a través de niveles superiores de privilegio. Por ejemplo, en Castilla, apenas 18 ciudades gozaban del voto en Cortes. Además, proliferó una multitud de títulos adjetivales con los que resaltar las cualidades de las ciudades, tales como «muy noble y muy leal», «imperial», «insigne» o «coronada».
En el Reino Unido, históricamente se confería el estatus de ciudad a las localidades que contaran con una catedral diocesana. En la actualidad, los pueblos pueden solicitar el estatus de ciudad.
Entre 1982 y 1997, el gobierno de China elevó muchos condados a ciudades, incrementando el número de ciudades de 250 a 650. Casi el 15% de los condados se convirtieron en ciudades, ya fueran áreas urbanas o rurales. Las administraciones locales consideraron deseable el nuevo estatus, al conferirles un mayor poder de tributación y administración, el derecho de expandir el tamaño del gobierno y un aumento de la proporción de área urbanizable.